# Serhiy Skachenko
Serhiy Skachenko (Pavlodar, Unión Soviética, 18 de noviembre de 1972) es un ex-futbolista ucraniano nacido en Kazajistán. Jugó para una gran diversidad de clubes de países como Ucrania, Rusia, Francia, Suiza o Corea del Sur.

## Clubes
| Club                | País            | Año         | Partidos | Goles |
| FC Irtysh Pavlodar  | Unión Soviética | 1989 - 1990 | 37       | 4     |
| FC Metalist Járkov  | Ucrania         | 1991        | 9        | 2     |
| FC Torpedo Moscú    | Rusia           | 1992 - 1993 | 30       | 3     |
| FC Temp Shepetivka  | Ucrania         | 1993 - 1994 | 28       | 13    |
| FC Dinamo Kiev      | Ucrania         | 1994 - 1995 | 26       | 5     |
| FC Seoul            | Corea del Sur   | 1996 - 1997 | 34       | 13    |
| Jeonnam Dragons     | Corea del Sur   | 1997        | 12       | 6     |
| FC Torpedo Moscú    | Rusia           | 1998 - 1999 | 42       | 7     |
| FC Metz             | Francia         | 1999 - 2000 | 24       | 4     |
| Neuchâtel Xamax     | Suiza           | 2000 - 2001 | 7        | 4     |
| FC Torpedo Moscú    | Rusia           | 2001        | 1        | 0     |
| Sanfrecce Hiroshima | Japón           | 2001        | 11       | 2     |
| FC Metz             | Francia         | 2001 - 2002 | 8        | 0     |
| FC Aarau            | Suiza           | 2002 - 2003 | 4        | 0     |
| FK Karpaty Lviv     | Ucrania         | 2003 - 2004 | 3        | 0     |
| PFC Turan Tovuz     | Azerbaiyán      | 2004 - 2005 | 20       | 4     |

- Datos: Q483202